# Antepione azonax
Antepione azonax är en fjärilsart som beskrevs av Druce 1892. Antepione azonax ingår i släktet Antepione och familjen mätare. Inga underarter finns listade i Catalogue of Life.